# 彼得羅瓦鄉 (馬拉穆列什縣)
47°49′26.4″N 24°13′30″E / 47.824000°N 24.22500°E
彼得羅瓦鄉（羅馬尼亞語：Comuna Petrova, Maramureș），是羅馬尼亞的鄉份，位於該國西北部，由馬拉穆列什縣負責管轄，面積42平方公里，海拔高度378米，2007年人口2,540，人口密度每平方公里60人。